# Знаменская церковь (Осино-Гай)
Храм иконы Божией Матери «Знамение» — православная церковь в селе Осино-Гай в Гавриловском районе Тамбовской области. Церковь относится к Гавриловскому благочинию Уваровской и Кирсановской епархии Тамбовской митрополии Русской православной церкви. Настоятелем храма  является протоиерей Роман Иванов.

## История
Первая деревянная церковь была возведена в 1728 году. Нынешний храм был построен в 1875 году на средства прихожан. Позже церковь была укреплена кирпичём. Активным участником в строительстве храма был местный священник Г. М. Краснопевцев. В начале XX века в церкви служил Петр Космодемьянский, дед знаменитой партизанки и героя Советского союза Зои Космодемьянской. За алтарем храма находится его могила. В 1943 году храм был закрыт и занят под зернохранилище. В 1946 году был возвращён обратно верующим и освящён неизвестным иереем. В 1996 году архиепископом Евгением (Ждан) был повторно освящен правый придел. С 1994 года при храме действует воскресная школа. В 2014 году вновь был освящён Николаевский придел.

## Внешний вид
Храм состоит из пяти глав, трехъярусной колокольни и пяти куполов, увенчанных шатровыми куполами с кокошниками. Сам храм выполнен в древнерусском архитектурном стиле и окрашен в синий цвет.